# 読売広告社
株式会社読売広告社（よみうりこうこくしゃ、英: YOMIKO ADVERTISING INC.）は、東京都港区赤坂に本社を置く広告代理店。博報堂DYホールディングス傘下。

## 概要
- 1929年に山元國三が設立した山元新光社が前身であり、1946年の株式会社化と共に現社名に変更する。
- 社名に「読売」とあるが、これは読売新聞の広告枠買付けから発祥したものであり、読売グループとの資本関係を示すものではない。ただし、社名の経緯もあり同グループとは友好的な関係であった。
- もともと不動産業界に精通しており、不動産販売やマンション販売などにおいて専門的な販売促進ノウハウを持つとされる広告会社だった。
- 売上構成上新聞の比率は1割強と高くはなく、主力は3割を超えるテレビ広告となっている(2007年4月現在）。
- テレビアニメの広告枠買付けおよびプロデュース（製作）に特化しており、1990年代に電通が参入するまでは旭通信社（現：ADKホールディングス）とシェアを二分していた。
  - 初製作作品はタツノコプロ作品『宇宙エース』(1965年)で、以来タツノコ作品のプロデュースを数多く手がけていた。
- アニメ以外のテレビ番組枠買付けでは、1987年より続く日本テレビ系『東京箱根間往復大学駅伝競走』（箱根駅伝）が主に知られている（2004年度より博報堂DYメディアパートナーズ預かりとなる）。
- 元社長の岩切靖治は、開高健や椎名誠と交友が深く、椎名と共に映画制作プロダクション「ホネ・フィルム」を設立。また、椎名と共に「やまがた林間学校」を主催した。
- 2003年10月、博報堂および大広との経営統合が成立。
  - 博報堂DYホールディングスの完全子会社となる。
  - 同年12月、総合メディア関連事業（広告枠買付け、コンテンツプロデュース等）を博報堂DYメディアパートナーズに移管。ただし、制作上のクレジットにおける社名は現在も残されている。
- かつて存在した、読売新聞大阪本社の関連会社であった大阪読売広告社と、旧大阪読売広告社の事業を継承した読売連合広告社など、別に読売新聞直系の広告代理店も存在する。

## 企画
- 嶋村一夫

## プロデューサー
- 池田慎一
- 位下博一
- 石川清司
- 岩切靖治
- 上田和成
- 内間稔
- 大野実
- 尾石尚則
- 木村京太郎
- 木本隆彦
- 熊澤秀雄
- 雲出幸治
- 佐川直子
- 横溝真結美
- 下川猛（現在はフジテレビジョンに移籍）
- 鈴木利幸
- 高城一典
- 棚橋哲也
- 玉置太士
- 大槻知博
- 永田このみ
- 二村慈哉
- 宮本正輝
- 渡辺和哉
- 柏浩樹
- 藤波俊彦（退社。現在は漫画家）

## 製作に関わっているアニメ作品

### 1960年代
- 宇宙エース（1965年 - 1966年）（タツノコプロ）（フジテレビ系列）[2]
- マッハGoGoGo（1967年 - 1968年）（タツノコプロ）（フジテレビ系列）[3]
- おらぁグズラだど（1968年）（タツノコプロ）（フジテレビ系列）
- ドカチン（1969年）（タツノコプロ）（フジテレビ系列）
- 紅三四郎（1969年）（タツノコプロ）（フジテレビ系列）

### 1970年代
- ハクション大魔王（1970年）（タツノコプロ）（フジテレビ系列）
- 昆虫物語 みなしごハッチ（1970年 - 1971年）（タツノコプロ）（フジテレビ系列）
- いなかっぺ大将（1971年 - 1972年）（タツノコプロ）（フジテレビ系列）[4]
- カバトット（1971年 - 1972年）（タツノコプロ）（フジテレビ系列）
- アニメンタリー 決断（1971年）（タツノコプロ）（日本テレビ系列）
- 樫の木モック（1972年）（タツノコプロ）（フジテレビ系列）
- 科学忍者隊ガッチャマン（1973年 - 1974年）（タツノコプロ）（フジテレビ系列） - ガッチャマンやキャシャーンなどの題名は、読売広告社の専務だった松山貫之が命名
- かいけつタマゴン（1973年）（タツノコプロ）（フジテレビ系列）
- けろっこデメタン（1973年）（タツノコプロ）（フジテレビ系列）
- 新造人間キャシャーン（1974年）（タツノコプロ）（フジテレビ系列）
- 昆虫物語 新みなしごハッチ（1974年）（タツノコプロ）（テレビ朝日系列）
- ウリクペン救助隊（1975年）（タツノコプロ）（フジテレビ系列）
- てんとう虫の歌（1975年 - 1976年）（タツノコプロ）（フジテレビ系列）
- タイムボカン（1976年）（タツノコプロ）（フジテレビ系列）
- ゴワッパー5 ゴーダム（1976年）（タツノコプロ）（テレビ朝日系列）
- ポールのミラクル大作戦（1977年）（タツノコプロ）（フジテレビ系列）
- ヤッターマン（1977年 - 1979年）（タツノコプロ）（フジテレビ系列）
- 一発貫太くん（1978年）（タツノコプロ）（フジテレビ系列）
- 風船少女テンプルちゃん（1978年）（タツノコプロ）（フジテレビ系列）
- 科学忍者隊ガッチャマンII（1979年）（タツノコプロ）（フジテレビ系列）
- ゼンダマン（1979年 - 1980年）（タツノコプロ）（フジテレビ系列）

### 1980年代
- 科学忍者隊ガッチャマンF（1980年）（タツノコプロ）（フジテレビ系列）
- 闘士ゴーディアン（1980年 - 1981年）（タツノコプロ）（テレビ東京系列）
- タイムパトロール隊オタスケマン（1980年 - 1981年）（タツノコプロ）（フジテレビ系列）
- とんでも戦士ムテキング（1980年 - 1981年）（タツノコプロ）（フジテレビ系列）
- ヤットデタマン（1981年 - 1982年）（タツノコプロ）（フジテレビ系列）
- 黄金戦士ゴールドライタン（1981年 - 1982年）（タツノコプロ）（テレビ東京系列）
- 戦国魔神ゴーショーグン（1981年）（葦プロダクション）（テレビ東京系列）
- ダッシュ勝平（1982年）（タツノコプロ）（フジテレビ系列）
- アニメ親子劇場（1982年）（タツノコプロ）（テレビ東京系列）
- 逆転イッパツマン（1982年 - 1983年）（タツノコプロ）（フジテレビ系列）
- 魔法のプリンセス ミンキーモモ（1982年 - 1983年）（葦プロダクション）（テレビ東京系列）
- トンデラハウスの大冒険（1982年 - 1983年）（タツノコプロ）（テレビ東京系列）
- ときめきトゥナイト（1983年）（グループ・タック）（日本テレビ系列）
- 未来警察ウラシマン（1983年）（タツノコプロ）（フジテレビ系列）
- キン肉マン（1983年 - 1986年）（東映アニメーション）（日本テレビ系列）
- パソコントラベル探偵団（1983年）（タツノコプロ）（テレビ東京系列）
- イタダキマン（1983年）（タツノコプロ）（フジテレビ系列）
- 魔法の天使クリィミーマミ（1983年 - 1984年）（ぴえろ）（日本テレビ系列）
- 機甲創世記モスピーダ（1984年）（タツノコプロ）（フジテレビ系列）
- 特装機兵ドルバック（1984年）（葦プロダクション）（フジテレビ系列）
- 伊賀野カバ丸（1984年）（グループ・タック）（日本テレビ系列）
- 銀河漂流バイファム（1984年）（サンライズ）（TBS系列）
- OKAWARI-BOY スターザンS（1984年）（タツノコプロ）（フジテレビ系列）
- 魔法の妖精ペルシャ（1984年 - 1985年）（ぴえろ）（日本テレビ系列）
- よろしくメカドック（1984年 - 1985年）（タツノコプロ）（フジテレビ系列）
- 機甲界ガリアン（1985年）（サンライズ）（日本テレビ系列） - 読売広告社の社員だった木本隆彦も、ガリアンとレイズナーのプロデュースを担当
- 炎のアルペンローゼ ジュディ&ランディ（1985年）（タツノコプロ）（フジテレビ系列）
- 魔法のスターマジカルエミ（1985年 - 1986年）（ぴえろ）（日本テレビ系列）
- 蒼き流星SPTレイズナー（1986年）（サンライズ）（日本テレビ系列）
- 昭和アホ草紙あかぬけ一番!（1986年）（タツノコプロ）（テレビ朝日系列）
- ゲゲゲの鬼太郎（第3作）（1986年 - 1988年）（東映アニメーション）（フジテレビ系列）
- 魔法のアイドルパステルユーミ（1986年）（ぴえろ）（日本テレビ系列）
- 剛Q超児イッキマン（1986年）（東映アニメーション）（日本テレビ系列）
- 光の伝説（1986年）（タツノコプロ）（テレビ朝日系列）
- マシンロボ クロノスの大逆襲（1986年 - 1987年）（葦プロダクション）（テレビ東京系列）
- あんみつ姫（1987年）（ぴえろ）（フジテレビ系列）
- ドテラマン（1987年）（タツノコプロ）（日本テレビ系列）
- 電光石火バットマン（1987年）（DCコミックス）（日本テレビ系列）（アメリカ製作）
- きまぐれオレンジ☆ロード（1987年 - 1988年）（ぴえろ）（日本テレビ系列）
- 赤い光弾ジリオン（1987年）（タツノコプロ）（日本テレビ系列）
- マシンロボ ぶっちぎりバトルハッカーズ（1987年）（葦プロダクション）（テレビ東京系列）
- のらくろクン（1988年）（ぴえろ）（フジテレビ系列）
- 新おらぁグズラだど（1988年）（タツノコプロ）（テレビ東京系列）
- 仮面の忍者 赤影（1988年）（東映アニメーション）（日本テレビ系列）
- 闘将!!拉麵男（1988年）（東映アニメーション）（日本テレビ系列）
- ゲゲゲの鬼太郎（地獄編）（1988年）（東映アニメーション）（フジテレビ系列）
- おそ松くん（第2作）（1988年 - 1989年）（ぴえろ）（フジテレビ系列）
- わんぱくダック夢冒険（1988年 - 1989年）（ディズニー・トムス・エンタテインメント）（テレビ東京系列）（日米合作）
- 超音戦士ボーグマン（1988年）（葦プロダクション）（日本テレビ系列）
- ドキドキ学園（1988年）（葦プロダクション）（OVA）
- 秘伝忍法帳（1988年）（葦プロダクション）（OVA）
- ひみつのアッコちゃん（第2作）（1988年 - 1989年）（東映アニメーション）（フジテレビ系列）
- ミラクルジャイアンツ童夢くん（1989年 - 1990年）（ぎゃろっぷ）（日本テレビ系列）
- チップとデールの大作戦（1989年 - 1990年）（ディズニー・トムス・エンタテインメント）（テレビ東京系列）（日米合作）
- 昆虫物語 みなしごハッチ（リメイク版）（1989年 - 1990年）（タツノコプロ）（日本テレビ系列）

### 1990年代
- まじかるハット（1990年）（ぴえろ）（フジテレビ系列）
- 機動警察パトレイバー（1990年）（サンライズ）（日本テレビ系列）
- 平成天才バカボン（1990年）（ぴえろ）（フジテレビ系列）
- ちびまる子ちゃん（第1作）（1990年 - 1992年）（日本アニメーション）（フジテレビ系列）
- 雲のように風のように（1990年）（ぴえろ）（OVA）
- 魔法のエンジェルスイートミント（1990年 - 1991年）（葦プロダクション）（テレビ東京系列）
- からくり剣豪伝ムサシロード（1990年  - 1991年）（ぴえろ）（日本テレビ系列）
- 江戸っ子ボーイ がってん太助（1990年  - 1991年）（ぴえろ）（テレビ東京系列）
- おれは直角（1991年）（ぴえろ）（フジテレビ系列）
- がんばれゴエモン 次元城の悪夢（1991年）（AIC）（OVA）
- 絶対無敵ライジンオー（1991年 - 1992年）（サンライズ）（テレビ東京系列）
- 満ちてくる時のむこうに（1991年）（ぴえろ）（OVA）
- 魔法のプリンセス ミンキーモモ 夢を抱きしめて（1991年 - 1992年）（葦プロダクション）（日本テレビ系列）
- キン肉マン キン肉星王位争奪編（1991年 - 1992年）（東映アニメーション）（日本テレビ系列）
- 丸出だめ夫（1991年 - 1992年）（ぴえろ）（フジテレビ系列）
- ハンサムな彼女（1992年）（J.C.STAFF）（OVA）
- 元気爆発ガンバルガー（1992年 - 1993年）（サンライズ）（テレビ東京系列）
- サラダ十勇士トマトマン（1992年 - 1993年）（アニメーション21）（テレビ東京系列）
- ツヨシしっかりしなさい（1992年 - 1994年）（スタジオコメット）（フジテレビ系列）
- 幽☆遊☆白書（1992年 - 1995年）（ぴえろ）（フジテレビ系列）
- ノンタンといっしょ（1993年 - 1994年）（ぴえろ）（フジテレビ系列）
- 熱血最強ゴウザウラー（1993年 - 1994年）（サンライズ）（テレビ東京系列）
- ジャングルの王者ターちゃん（1993年 - 1994年）（グループ・タック）（テレビ東京系列）
- 蒼き伝説シュート!（1993 - - 1994年）（東映アニメーション）（フジテレビ系列）
- しましまとらのしまじろう（1994年 - 2008年）（スタジオ旗艦）（テレビ東京系列）
- とっても!ラッキーマン（1994年 - 1995年）（ぴえろ）（テレビ東京系列）
- 空想科学世界ガリバーボーイ（1995年）（東映アニメーション）（フジテレビ系列）
- キャプテン翼 最強の敵!オランダユース（1995年）（J.C.STAFF）（OVA）
- ちびまる子ちゃん（第2作）（1995年 - 現在）（日本アニメーション）（フジテレビ系列）
- 鬼神童子ZENKI（1995年）（スタジオディーン）（テレビ東京系列）
- NINKU -忍空-（1995年 - 1996年）（ぴえろ）（フジテレビ系列）
- ふしぎ遊戯（1995年 - 1996年）（ぴえろ）（テレビ東京系列）
- バーチャファイター（1996年）（トムス・エンタテインメント）（テレビ東京系列）
- ズッコケ三人組 楠屋敷のグルグル様（1996年）（J.C.STAFF）（OVA）
- ゲゲゲの鬼太郎（第4作）（1996年 - 1998年）（東映アニメーション）（フジテレビ系列）
- 爆走兄弟レッツ&ゴー!!（1996年 - 1998年）（XEBEC）（テレビ東京系列）
- みどりのマキバオー（1996年 - 1997年）（ぴえろ）（フジテレビ系列）
- はじめ人間ゴン（1996年 - 1997年）（ぴえろ）（NHK）
- 赤ちゃんと僕（1996年 - 1997年）（ぴえろ）（テレビ東京系列）
- クロノ・トリガー（1996年）（Production I.G）（OVA）
- 機動戦艦ナデシコ（1996年 - 1997年）（XEBEC）（テレビ東京系列）
- 新マッハGoGoGo（1997年）（タツノコプロ）（テレビ東京系列）
- グランダー武蔵（1997年）（日本アニメーション）（テレビ東京系列）
- 少女革命ウテナ（1997年）（J.C.STAFF）（テレビ東京系列）
- HARELUYA II BØY（1997年）（トライアングルスタッフ）（テレビ東京系列）
- 烈火の炎（1997年 - 1998年）（ぴえろ）（フジテレビ系列）
- 貯金戦士キャッシュマン（1997年）（東映アニメーション）（OVA）
- 吸血姫美夕（1998年）（AIC）（テレビ東京系列）
- 万能文化猫娘（1998年）（葦プロダクション）（テレビ東京系列）
- 銀河漂流バイファム13（1998年）（サンライズ）（TBS系列）
- ロードス島戦記-英雄騎士伝-（1998年）（AIC）（テレビ東京系列）
- たこやきマントマン（1998年 - 1999年）（ぴえろ）（テレビ東京系列）
- 魔法のステージファンシーララ（1998年）（ぴえろ）（テレビ東京系列）
- ひみつのアッコちゃん（第3作）（1998年 - 1999年）（東映アニメーション）（フジテレビ系列）
- 魔術士オーフェン（1999年）（J.C.STAFF）（TBS系列）
- ガサラキ（1999年）（サンライズ）（テレビ東京系列）
- 快傑蒸気探偵団（1999年）（XEBEC）（テレビ東京系列）
- カウボーイビバップ（1999年）（サンライズ）（WOWOW）
- ツインビーPARADISE（1999年）（童夢・AIC）（OVA）
- 小さな巨人 ミクロマン（1999年）（ぴえろ）（テレビ東京系列）
- ウルトラマンM78劇場 Love & Peace（1999年）（トライアングルスタッフ）（OVA）
- デジモンアドベンチャー（1999年 - 2000年）（東映アニメーション）（フジテレビ系列）
- それゆけ!宇宙戦艦ヤマモト・ヨーコ（1999年）（J.C.STAFF）（テレビ東京系列）
- 星方天使エンジェルリンクス（1999年）（サンライズ）（WOWOW）
- 天使になるもんっ!（1999年）（ぴえろ）（テレビ東京系列）
- 魔法使いTai!（1999年）（マッドハウス・トライアングルスタッフ）（WOWOW）

### 2000年代
- 魔術士オーフェンRevenge（2000年）（J.C.STAFF）（TBS系列）
- ぐるぐるタウンはなまるくん（2000年 - 2001年）（ぴえろ）（テレビ東京系列）
- 無限のリヴァイアス（2000年）（サンライズ）（テレビ東京系列）
- THE ビッグオー（2000年）（サンライズ）（WOWOW）
- レレレの天才バカボン（2000年）（ぴえろ）（テレビ東京系列）
- 六門天外モンコレナイト（2000年）（スタジオディーン）（テレビ東京系列）
- デジモンアドベンチャー02（2000年 - 2001年）（東映アニメーション）（フジテレビ系列）
- アニメ浪曲紀行 清水次郎長伝（2000年）（トマソン）（TBS系列）
- ゲートキーパーズ（2000年）（GONZO）（WOWOW）
- 銀装騎攻オーディアン（2000年）（PLUM）（WOWOW）
- 怪盗きらめきマン（2000年）（タツノコプロ）（テレビ東京系列）
- ラブひな（2000年）（XEBEC）（テレビ東京系列）
- BOYS BE…（2000年）（ハルフィルムメーカー）（WOWOW）
- 闇の末裔（2001年）（J.C.STAFF）（WOWOW）
- GEAR戦士電童（2001年）（サンライズ）（テレビ東京系列）
- テイルズ オブ エターニア THE ANIMATION（2001年）（XEBEC）（WOWOW）
- 爆転シュート ベイブレード（2001年 - 2003年）（マッドハウス→日本アニメディア・SynergySP）（テレビ東京系列）
- こみっくパーティ（2001年）（OLM）（UHF局）
- Cosmic Baton Girl コメットさん☆（2001年 - 2002年）（日本アニメーション）（テレビ東京系列）
- デジモンテイマーズ（2001年 - 2002年）（東映アニメーション）（フジテレビ系列）
- 魔法戦士リウイ（2001年）（J.C.STAFF）（WOWOW）
- シスター・プリンセス（2001年）（ZEXCS）（テレビ東京系列）
- パチスロ貴族 銀（2001年）（A-Line）（フジテレビ系列）
- スクライド（2001年）（サンライズ）（テレビ東京系列）
- ガイスターズ FRACTIONS OF THE EARTH（2002年）（PLUM）（テレビ東京系列）
- キン肉マンII世（2002年）（東映アニメーション）（テレビ東京系列）
- フルメタル・パニック!（2002年）（GONZO）（WOWOW）
- ギャラクシーエンジェルZ（2002年）（マッドハウス）（テレビ東京系列）
- HAPPY★LESSON（2002年）（スタジオ雲雀）（UHF局）
- .hack//SIGN（2002年）（BEE TRAIN）（テレビ東京系列）
- ぴたテン（2002年）（マッドハウス）（テレビ東京系列）
- デジモンフロンティア（2002年 - 2003年）（東映アニメーション）（フジテレビ系列）
- あずまんが大王（2002年）（J.C.STAFF）（テレビ東京系列）
- .hack//Liminality（2002年 - 2003年）（BEE TRAIN）（OVA）
- シスター・プリンセス RePure（2003年）（ZEXCS）（テレビ東京系列）
- ペコラ（2003年）（ミルキーカートゥーン）（テレビ東京系列）
- ギャラクシーエンジェルA（2003年）（マッドハウス）（テレビ東京系列）
- THE ビッグオー SECOND SEASON（2003年）（サンライズ）（UHF局）
- らいむいろ戦奇譚（2003年）（スタジオ雲雀）（UHF局）
- .hack//黄昏の腕輪伝説（2003年）（BEE TRAIN）（テレビ東京系列）
- 出撃!マシンロボレスキュー（2003年 - 2004年）（サンライズ）（テレビ東京系列）
- 宇宙のステルヴィア（2003年）（XEBEC）（テレビ東京系列）
- デ・ジ・キャラットにょ（2003年 - 2004年）（マッドハウス）（テレビ東京系列）
- 金色のガッシュベル!!（2003年 - 2006年）（東映アニメーション）（フジテレビ系列）
- スクラップド・プリンセス（2003年）（BONES）（WOWOW）
- HAPPY★LESSON ADVANCE（2003年）（スタジオ雲雀）（UHF局）
- AVENGER（2004年）（BEE TRAIN）（テレビ東京系列）
- GUNSLINGER GIRL（2004年）（マッドハウス）（フジテレビ系列）
- まぶらほ（2004年）（J.C.STAFF）（WOWOW）
- B-伝説!バトルビーダマン（2004年 - 2005年）（日本アニメディア）（テレビ東京系列）
- マリア様がみてる（2004年）（スタジオディーン）（テレビ東京系列）
- マシュマロ通信（2004年 - 2005年）（スタジオコメット）（テレビ東京系列）
- キン肉マンII世 ULTIMATE MUSCLE（2004年）（東映アニメーション）（テレビ東京系列）
- マリア様がみてる 〜春〜（2004年）（スタジオディーン）（テレビ東京系列）
- ギャラクシーエンジェルX（2004年）（マッドハウス）（テレビ東京系列）
- 双恋（2005年）（テレコム・アニメーションフィルム）（テレビ東京系列）
- らいむいろ流奇譚X（2005年）（A.C.G.T）（UHF局）
- スターシップ・オペレーターズ（2005年）（J.C.STAFF）（テレビ東京系列）
- 魔法先生ネギま!（2005年）（XEBEC）（テレビ東京系列）
- おねがいマイメロディ（2005年 - 2009年）（スタジオコメット）（テレビ東京系列）
- フタコイ オルタナティブ（2005年）（Ufotable）（UHF局）
- 極上生徒会（2005年）（J.C.STAFF）（テレビ東京系列）
- 甲虫王者ムシキング 森の民の伝説（2005年 - 2006年）（トムス・エンタテインメント）（テレビ東京系列）
- 涼風（2005年）（スタジオコメット）（テレビ東京系列）
- キン肉マンII世 ULTIMATE MUSCLE 2（2006年）（東映アニメーション）（テレビ東京系列）
- 爆球Hit!クラッシュビーダマン（2006年）（日本アニメディア）（テレビ東京系列）
- デジモンセイバーズ（2006年 - 2007年）（東映アニメーション）（フジテレビ系列）
- Strawberry Panic（2006年）（マッドハウス）（UHF局）
- 魔界戦記ディスガイア（2006年）（OLM）（UHF局）
- スパイダーライダーズ（2006年 - 2007年）（BEE TRAIN）（テレビ東京系列）
- いぬかみっ!（2006年）（セブン・アークス）（テレビ東京系列）
- .hack//Roots（2006年）（BEE TRAIN）（テレビ東京系列）
- おとぎ銃士 赤ずきん（2006年 - 2007年）（マッドハウス）（テレビ東京系列）
- 無敵看板娘（2006年）（テレコム・アニメーションフィルム）（UHF局）
- ギャラクシーエンジェる〜ん（2007年）（サテライト）（テレビ東京系列）
- ネギま!?（2007年）（ガンジス・シャフト）（テレビ東京系列）
- 武装錬金（2007年）（XEBEC）（テレビ東京系列）
- はぴねす!（2007年）（アートランド）（UHF局）
- アタゴオル（2007年）（デジタル・フロンティア）（映画）
- マリア様がみてる 3rdシーズン（2007年）（スタジオディーン）（OVA）
- Saint October（2007年）（スタジオコメット）（UHF局）
- ファイテンション☆デパート（2007年）（DLE）（テレビ東京系列）
- .hack//G.U. Returner（2007年）（BEE TRAIN）（OVA）
- ロビーとケロビー（2007年 - 2008年）（A-1 Pictures）（テレビ東京系列）
- ゲゲゲの鬼太郎（第5作）（2007年 - 2009年）（東映アニメーション）（フジテレビ系列）
- 神曲奏界ポリフォニカ（2007年）（銀画屋）（TBS系列）
- ながされて藍蘭島（2007年）（feel.）（テレビ東京系列）
- スカルマン（2007年）（BONES）（フジテレビ系列）
- ななついろ★ドロップス（2007年）（ディオメディア）（UHF局）
- ファイテンション☆スクール（2007年 - 2008年）（DLE）（テレビ東京系列）
- みなみけ（2008年）（童夢・アスリード）（テレビ東京系列）
- しおんの王（2008年）（スタジオディーン）（フジテレビ系列）
- ロザリオとバンパイア（2008年）（GONZO）（UHF局）
- 君が主で執事が俺で（2008年）（A.C.G.T）（UHF局）
- 墓場鬼太郎（2008年）（東映アニメーション）（フジテレビ系列）
- .hack//G.U. TRILOGY（2008年）（BEE TRAIN）（OVA）
- 紅（2008年）（ブレインズ・ベース）（UHF局）
- ファイテンション☆テレビ（2008年 - 2009年）（DLE）（テレビ東京系列）
- はっけん たいけん だいすき!しまじろう（2008年 - 2010年）（ぴえろプラス）（テレビ東京系列） - (NAS→電通と共同)
- 二十面相の娘（2008年）（BONES・テレコム・アニメーションフィルム）（フジテレビ系列）
- スレイヤーズREVOLUTION（2008年）（J.C.STAFF）（テレビ東京系列）
- 乃木坂春香の秘密（2008年）（ディオメディア）（UHF局）
- ロザリオとバンパイア CAPU2（2009年）（GONZO）（UHF局）
- とらドラ!（2009年）（J.C.STAFF）（テレビ東京系列）
- 黒執事（2009年）（A-1 Pictures）（TBS系列）
- ケメコデラックス!（2009年）（ハルフィルムメーカー）（UHF局）
- ミチコとハッチン（2009年）（マングローブ）（フジテレビ系列）
- マリア様がみてる 4thシーズン（2009年）（スタジオディーン）（UHF局）
- みなみけ おかえり（2009年）（アスリード）（テレビ東京系列）
- 神曲奏界ポリフォニカ クリムゾンS（2009年）（ディオメディア）（UHF局）
- ジュエルペット（2009年 - 2010年）（スタジオコメット）（テレビ東京系列）
- ドラゴンボール改（2009年 - 2011年）（東映アニメーション）（フジテレビ系列）
- リストランテ・パラディーゾ（2009年）（デイヴィッドプロダクション）（フジテレビ系列）
- 青い花（2009年）（J.C.STAFF）（フジテレビ系列）

### 2010年代
- 最強武将伝 三国演義（2010年 - 2011年）（フューチャー・プラネット）（テレビ東京系列）（中国製作）
- しまじろう ヘソカ（2010年 - 2012年）（ぴえろプラス）（テレビ東京系列） - 電通と共同
- ぬらりひょんの孫（2010年）（スタジオディーン）（UHF局）
- .hack//Quantum（2011年）（キネマシトラス）（OVA）
- トリコ（2011年 - 2014年）（東映アニメーション）（フジテレビ系列）
- ぬらりひょんの孫 〜千年魔京〜（2011年）（スタジオディーン）（UHF局）
- Persona4 the ANIMATION（2012年）（AIC）（TBS系列）
- しまじろうのわお!（2012年 - 現在）（アンサー・スタジオ）（テレビ東京系列）
- みなみけ ただいま（2013年）（feel.）（UHF局）
- PERSONA3 THE MOVIE（2014年 - 2016年）（AIC・A-1 Pictures）（映画）
- なめこ家の一族（2014年）（フリュー）（OVA）
- ドラゴンボール改（魔人ブウ編）（2014年 - 2015年）（東映アニメーション）（フジテレビ系列）
- 野良スコ（2014年 - 2015年）（フリュー）（テレビ朝日系列）
- Persona4 the Golden ANIMATION（2014年）（A-1 Pictures）（TBS系列）
- ドラゴンボール超（2015年 - 2018年）（東映アニメーション）（フジテレビ系列）
- あおおに〜じ・あにめぇしょん〜（2017年）（スタジオディーン）（テレビ東京系列）
- 青鬼 THE ANIMATION（2017年）（スタジオディーン）（映画）
- ときめきレストラン☆☆☆（2018年）（Production I.G）（映画）
- ゲゲゲの鬼太郎（第6作）（2018年 - 2020年）（東映アニメーション）（フジテレビ系列）

### 2020年代
- デジモンアドベンチャー:（2020年 - 2021年）（東映アニメーション）（フジテレビ系列）
- アクダマドライブ（2021年）（ぴえろ）（UHF局）
- EDENS ZERO（2021年 - 2023年）（J.C.STAFF）（日本テレビ系列）
- デジモンゴーストゲーム（2022年 - 2023年）（東映アニメーション）（フジテレビ系列）
- 僕とロボコ（2023年）（ぎゃろっぷ）（テレビ東京系列）
- 逃走中 グレートミッション（2023年 -  2025年）（東映アニメーション）（フジテレビ系列）
- FAIRY TAIL 100年クエスト（2025年）（J.C.STAFF）（テレビ東京系列）

## 製作に関わっている実写作品
- 1・2・3と4・5・ロク（1972年）（東宝）（TBS系列）
- クレクレタコラ（1974年）（東宝）（フジテレビ系列）[5]
- 冒険ロックバット（1975年）（ピー・プロダクション）（フジテレビ系列）
- 少年探偵団（1976年）（日本現代企画）（日本テレビ系列）
- 円盤戦争バンキッド（1977年）（東宝）（日本テレビ系列） - エンディング映像の「制作担当」には、読売広告社の社員だった内間稔や鈴木利幸の名も表記
- 小さなスーパーマン ガンバロン（1977年）（日本現代企画）（日本テレビ系列）
- 東映不思議コメディーシリーズ（1982年 - 1993年）（東映）（フジテレビ系列）
  - ロボット8ちゃん（1982年）
  - バッテンロボ丸（1983年）
  - ペットントン（1984年）
  - どきんちょ!ネムリン（1984年 - 1985年）
  - 勝手に!カミタマン（1985年 - 1986年）
  - もりもりぼっくん（1986年）
  - おもいっきり探偵団 覇悪怒組（1987年）
  - じゃあまん探偵団 魔隣組（1988年）
  - 魔法少女ちゅうかなぱいぱい!（1989年）
  - 魔法少女ちゅうかないぱねま!（1989年 - 1990年）
  - 美少女仮面ポワトリン（1990年）
  - 不思議少女ナイルなトトメス（1991年）
  - うたう!大龍宮城（1992年）
  - 有言実行三姉妹シュシュトリアン（1993年）
- 星雲仮面マシンマン（1984年）（東映）（日本テレビ系列）
- 兄弟拳バイクロッサー（1985年）（東映）（日本テレビ系列）
- 漂流教室（1987年）（東宝東和）（映画）
- 電脳警察サイバーコップ（1989年）（東宝）（日本テレビ系列）
- 恋もスキーもカナダでしたい!（1991年）（マックスコム）（オリジナルビデオ）
- ウルトラシリーズ（1992年 - 2002年）（円谷プロダクション）
  - ウルトラマンのシュワッチ!宇宙探検（1992年）（オリジナルビデオ）
  - 平成ウルトラセブン（1994年 - 2002年）（オリジナルビデオ）
  - ウルトラマンパワード（1995年）（TBS系列）（アメリカ製作）
  - ウルトラマンG（1995年）（TBS系列）（アメリカ製作）
  - ウルトラマンティガ（1996年 - 1997年）（TBS系列）
  - ウルトラマンダイナ（1997年 - 1998年）（TBS系列）
  - ウルトラマンティガ&ウルトラマンダイナ 光の星の戦士たち（1998年）（映画）
  - ウルトラマンガイア（1998年 - 1999年）（TBS系列）
  - ウルトラマンティガ・ウルトラマンダイナ&ウルトラマンガイア 超時空の大決戦（1999年）（映画）
  - ウルトラマンティガ THE FINAL ODYSSEY（2000年）（映画）
- ウゴウゴルーガ（1993年 - 1994年）（フジテレビ系列）
- 電光超人グリッドマン（1993年 - 1994年）（円谷プロダクション）（TBS系列）
- ダンジョンV（1993年 - 1994年）（テレビ東京系列）
- 超光戦士シャンゼリオン（1996年）（東映）（テレビ東京系列）
- ゴジラアイランド（1998年）（東宝）（テレビ東京系列）
- どら平太（2000年）（東宝）（映画）
- 超星神三部作（2004年 - 2006年）（東宝）（テレビ東京系列）
  - 超星神グランセイザー（2004年）
  - 幻星神ジャスティライザー（2005年）
  - 超星艦隊セイザーX（2006年）
- みどりのくにのこえだちゃん（2005年）（円谷プロダクション）（テレビ東京系列）
- デイジー（2006年）（東宝東和）（映画）（韓国製作）
- アキハバラ@DEEP（2006年）（オフィスクレッシェンド）（TBS系列）
- スケバン刑事 コードネーム=麻宮サキ（2006年）（東映）（映画）
- チェリーパイ（2007年）（アップリンク）（映画）
- アルゼンチンババア（2007年）（松竹）（映画）
- ハッピィ★ボーイズ（2007年）（マーベラス）（テレビ東京系列）
- 美少女戦麗舞パンシャーヌ（2007年）（共同テレビジョン）（テレビ東京系列）
- ゲゲゲの鬼太郎（2007年）（松竹）（映画）
- ラストラブ（2007年）（松竹）（映画）
- キサラギ（2007年）（ショウゲート）（映画）
- サイドカーに犬（2007年）（ビーワイルド）（映画）
- アヒルと鴨のコインロッカー（2007年）（ザナドゥー）（映画）
- 女子アナ一直線!（2007年）（マーベラス）（テレビ東京系列）
- 週刊 赤川次郎（2007年）（エピックレコードジャパン）（テレビ東京系列）
- チョコミミ（2008年）（DLE）（テレビ東京系列）
- 美容少年★セレブリティ（2008年）（マーベラス）（テレビ東京系列）
- MAGISTER NEGI MAGI 魔法先生ネギま!（2008年）（ディープサイド）（テレビ東京系列）
- Kawaii! JeNny（2008年）（東宝）（UHF局）
- 正しい王子のつくり方（2008年）（ポニーキャニオン）（テレビ東京系列）
- 音符と昆布（2008年）（エピックレコードジャパン）（映画）
- 週刊真木よう子（2008年）（オフィスクレッシェンド）（テレビ東京系列）
- ゲゲゲの鬼太郎 千年呪い歌（2008年）（松竹）（映画）
- 小島よしおのズイズイパラダイス（2010年）（UHF局）